# Sophie Frederikke af Mecklenburg-Schwerin
Sophie Frederikke af Mecklenburg-Schwerin (tysk: Sophie Friederike) (24. august 1758 – 29. november 1794) var en tysk prinsesse af Mecklenburg-Schwerin, der blev arveprinsesse af Danmark-Norge som ægtefælle til Arveprins Frederik.

## Liv og gerninger
Sophie Frederikke blev født 24. august 1758 i Schwerin i Mecklenburg som eneste datter af hertug Ludvig af Mecklenburg-Schwerin (1725-1778) og Charlotte Sophie af Sachsen-Coburg-Saalfeld (1731-1810). Hun havde en to år ældre storebror, Frederik Frans, der senere blev storhertug af Mecklenburg-Schwerin.
Den 21. oktober 1774 blev hun som 16-årig gift i København med den 21-årige Arveprins Frederik af Danmark, halvbror til Christian 7. Hun var henrivende med en yndig skikkelse og et par stærke, mørke øjne. Hun var endvidere overmåde godt begavet. Bernstorff fælder en ret gunstig dom om hende og roser hende for hendes gode hjerte og tiltalende og elskværdige væsen. Hun besad megen indflydelse over sin mand, der var meget forelsket i hende, og man var i de første år efter ægteskabet i hofkredsene bange for, at hun derigennem skulle komme til at spille en betydelig politisk rolle. Prinsessen siges ved sit første møde med sin mand at være bleven noget skuffet over hans mindre fordelagtige udseende og synes med sit muntre sind at have haft lidt vanskeligt ved at finde sig til rette ved det danske hof, over hvis kedsommelighed hun gentagne gange klagede.
Der har været spekulationer om udenomsægteskabelige forbindelser, for arveprinsen med Caja Hviid, Sofie Frederikkes selskabsdame, for hende med arveprinsens adjudant, Frederik von Blücher.
Prinsessen nedkom i løbet af ægteskabets første 10 år med tre dødfødte døtre. Fra prinsessen var 28 til 34 år satte hun fire sunde og velskabte børn til verden, som desuden var både smukke og intelligente. Således kom der efterhånden fire børn i ægteskabet: Christian Frederik, Juliane Sophie, Louise Charlotte og Frederik Ferdinand.
I 1783 købte hendes mand, arveprins Frederik, Sorgenfri Slot, og i 1789. I 1791-94 udvidede og moderniserede arveprinsen slottet ved arkitekten Peter Meyn. Nicolai Abildgaard stod for den indre udsmykning i nyklassicistisk stil. Samtidig gennemførtes anlægget af haven og en smuk lystskov i forbindelse med det bakkede terræn langs åen.
Hun døde den 29. november 1794 på Sorgenfri Slot i Kongens Lyngby nord for København.

## Ægteskab og børn
Sophie Frederikke blev gift i København den 21. oktober 1774 med Arveprins Frederik af Danmark. I ægteskabet blev der født fem børn:
| Navn                   | Født                   | Død                    | Bemærkninger |
| Med Arveprins Frederik | Med Arveprins Frederik | Med Arveprins Frederik | Med Arveprins Frederik |
| ---------------------- | ---------------------- | ---------------------- | --- |
| Juliane Marie          | 2. maj 1784            | 28. oktober 1784       | |
| Christian Frederik     | 18. september 1786     | 20. januar 1848        | konge af Norge i 1814 og konge af Danmark som Christian 8. 1839-1848 gift 1. gang 1806 med hertuginde Charlotte Frederikke af Mecklenburg-Schwerin gift 2. gang 1815 med prinsesse Caroline Amalie af Augustenborg |
| Juliane Sophie         | 18. februar 1788       | 9. maj 1850            | gift 1812 med prins Frederik Vilhelm Carl Ludvig af Hessen-Philippsthal-Barchfeldt |
| Charlotte              | 30. oktober 1789       | 28. marts 1864         | gift 1810 med landgrev Vilhelm af Hessen-Kassel |
| Arveprins Ferdinand    | 22. november 1792      | 29. juni 1863          | arveprins af Danmark gift 1829 med prinsesse Caroline af Danmark |